# 長崎多良見インターチェンジ

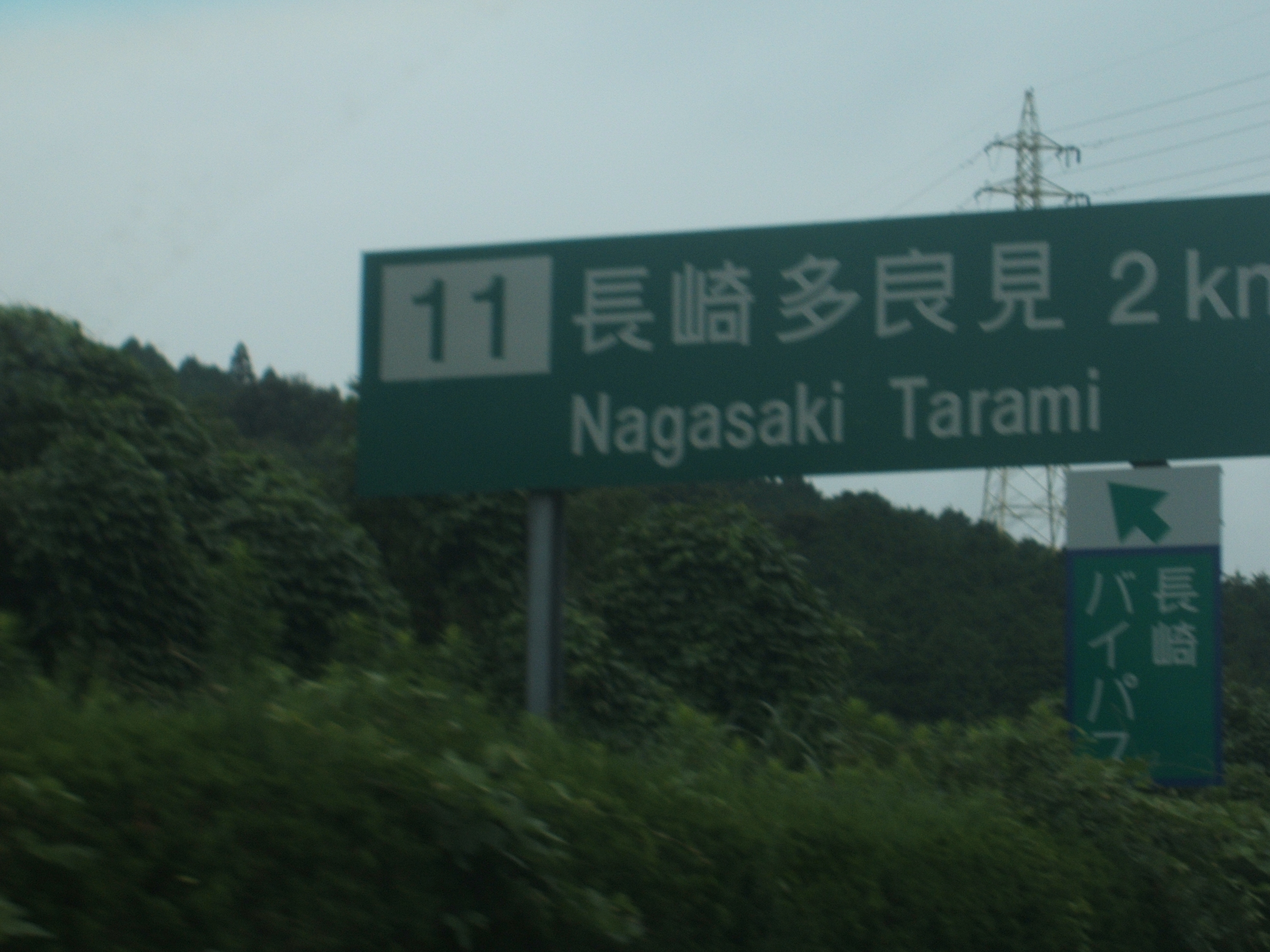

長崎多良見インターチェンジ（ながさきたらみインターチェンジ）は、長崎県長崎市と諫早市多良見町にまたがる長崎自動車道のインターチェンジである（所在地は長崎市）。長崎バイパス（自動車専用道路）とのジャンクションの機能を兼ねる。

## 概要
長崎多良見という名称は、長崎市と西彼杵郡多良見町（開通当時。現：諌早市多良見町）に跨ることに由来している。2004年（平成16年）3月27日に長崎道の長崎多良見IC - 長崎IC間が開通するまでは長崎市内と長崎道を結ぶ役割を長崎バイパスが果たしており、現在の長崎多良見IC付近に長崎多良見本線料金所が設置され、そこから長崎バイパスへ直接に接続されていた。長崎道が長崎ICまで延伸されると本線料金所は撤廃され、通常のインターチェンジに変更された。
また、長崎自動車道が大村ICで終点だった時はIC番号が無かった。これは「長崎自動車道」という名称に佐賀県側の反発が強く、特に佐賀県内区間と長崎県内区間が直結するまでは、長崎自動車道という名称が長崎県内区間でのみ用いられ、佐賀県内区間では九州横断自動車道という名称を使用していたためである。
現在の長崎バイパスは平和公園や浦上天主堂などと言った、長崎市北部や時津町方面へのアクセスに便利とされ、長崎県庁やグラバー園等の長崎市南部や長崎市東部への利用は長崎芒塚ICや長崎ICを利用する方が便利である（長崎多良見IC - 長崎ICを利用した場合の通行料金が普通車で450円（非ETC使用時。ながさき出島道路の利用をしない場合）なのに対して、長崎バイパスの通行料金は410円（川平・西山経由の場合）と大差がないため。ただし長崎バイパスでは2011年6月19日まで無料化社会実験が行われたため無料で通行できた）。
長崎多良見IC - 長崎ICは非常に狭隘な谷間が連続するため、開通以来暫定2車線の対面通行供用となっていたが、2019年（令和元年）6月28日に長崎芒塚ICまで、2022年（令和4年）3月17日に長崎ICまでの4車線化が完了した。
下りはインター直前の案内に「長崎バイパスはこのICから」と常時表示されている。
国道34号からこのICを経由して長崎バイパスに入ることはできない（市布名ICを利用）。

## 道路
- E34 長崎自動車道（11番）
- E96 長崎バイパス

## 料金所

### 入口
- レーン数：3
  - ETC専用：2
  - 一般：1

### 出口
- レーン数：5
  - ETC専用：1
  - 一般：4

## 接続する道路
- 国道34号
- E96 長崎バイパス

## 歴史
- 1982年（昭和57年）11月17日 : 長崎多良見IC - 大村IC間開通。
- 2004年（平成16年）3月27日 : 長崎IC - 長崎多良見IC間開通。これにより長崎自動車道が全線開通。
- 2019年（令和元年）6月28日 : 長崎芒塚IC - 長崎多良見IC間が4車線化。

## 隣
E34 長崎自動車道
(12) 長崎芒塚IC - (11) 長崎多良見IC - (10) 諫早IC
E96 長崎バイパス
市布名IC - (11) 長崎多良見IC - (11-1) 古賀市布IC